# 구필수는 없다
Genie TV의 오리지널 콘텐츠《구필수는 없다》는 2022년 5월 4일부터 2022년 6월 23일까지 방송되었던 ENA의 수목드라마 작품이었다.

## 제작진

### 제작사
- KT스튜디오지니
- 캐빈74
- 오즈아레나

### 제작
- 류정수
- 오남석

### 극본
- 손근주
- 이해리
- 조지영

### 연출
- 최도훈 : MBC 수목 드라마 《신입사원》(조연출). MBC 일일 드라마 《맨발의 청춘》(공동연출), MBC 월화 드라마 《달콤한 스파이》(프로듀서), SBS 수목 드라마 《무적의 낙하산 요원》(프로듀서), MBC every 1 《연애의 발견》(연출), E채널 《비밀기방 앙심정》(연출), E채널 《여제》(연출), E채널 《실업급여 로맨스》(연출), E채널 《라이더스: 내일을 잡아라》(연출), OCN 《빙의》(연출), 채널A 금토 드라마《유별나 문셰프》(연출) 연출
- 육정용

## 등장인물

### 주요인물
- 곽도원 : 구필수 역

- 윤두준 : 정석 역

- 한고은 : 남성미 역

- 박원숙 : 천만금 역

### 그 외 인물
- 정동원 : 구준표 역
- 김태훈 : 황은호 역
- 김영웅 : 노일남 역
- 박성연 : 오샤론 역
- 김지영 : 조안나 역
- 왕지원 : 차유진 역
- 정다은 : 오슬기 역
- 신주협 : 김용현 역

## 같이 보기
- Genie TV의 오리지널 콘텐츠 목록